# Wojsko zaciężne

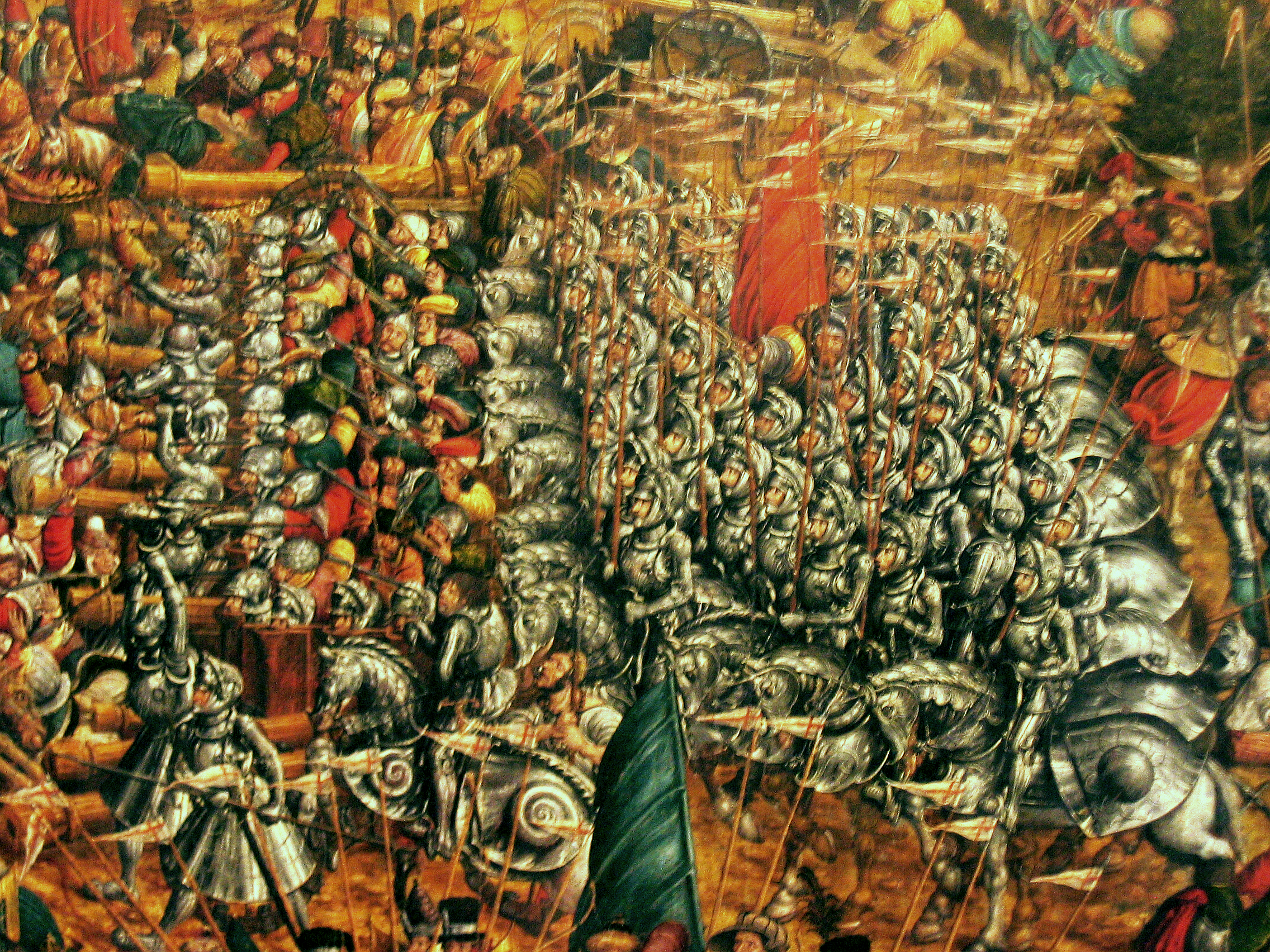
Polska jazda zaciężna w czasie bitwy pod Orszą 1514

Wojsko zaciężne – zawodowe oddziały wojskowe pozostające od końca XV wieku na żołdzie Rzeczypospolitej. Formowane w drodze zaciągu przez rotmistrzów królewskich na podstawie wydanych przez monarchę tzw. listów przypowiednich. Wojska zaciężne były specyficznym rodzajem wojsk najemnych. Uzbrojeniem zaczepnym piechoty były berdysze, topory, halabardy, czy miecze dwuręczne. Natomiast uzbrojeniem ochronnym hełm otwarty typu łebka lub bascinet, kolczuga, zbroja płytowa.  Formacje te były na ogół doskonale wyszkolone i zdyscyplinowane.
Stan osobowy polskich wojsk zaciężnych zależał od wysokości podatków, uchwalonych na ten cel przez sejm walny, toteż powoływano je jedynie na wypadek wojny lub rzeczywistego zagrożenia granic państwa. W 1562 utworzono wojsko kwarciane – pierwszą stałą formację wojsk zaciężnych, utrzymywanych przez skarb Rzeczypospolitej. Dowództwo nad wojskami zaciężnymi spoczywało w rękach hetmanów.
Od połowy XVII wieku ustalano stałą liczbę wojska zaciężnego tzw. komput, likwidując przy tym wojska kwarciane, a kwartę przeznaczając na utrzymanie artylerii.
Powstało wówczas także tzw. wojsko powiatowe, zaciągane przez sejmiki ziemskie, pełniące funkcję obrony terytorialnej.
W 1633 wprowadzono podział wojsk zaciężnych na wojska autoramentu cudzoziemskiego i wojska autoramentu narodowego.
Jak dotąd rekrutowały się one spośród mieszkańców Rzeczypospolitej, wprowadzono jedynie odmienne zasady ich organizacji (m.in. cudzoziemskie komendy).